# 吉邊Akuro
吉邊Akuro（／ Yoshibe Akuro）是日本漫畫家。

## 簡介
作品大多都以四格漫畫為主。雖然創作風格是以故事的形式呈現，但情節經常會從故事發展進行改變，也就是說，如果故事氣氛變得嚴肅時，通常下一頁又會變回喜劇。该系列最大特征在于频繁使用"第三格装傻+第四格特写吐槽"模式。典型配置是主人公担任成人向笑料担当，女主角则化身傲娇系吐槽役。作品采用在四格漫画单元间穿插严肃向常规漫画的独特叙事结构。2017年11月开启连载的《堂兄的搬家整理毫无进展》则突破原有框架，转为采用常规漫画形式进行创作。

## 作品

### 連載漫畫
- 《絕對☆靈域》（SQUARE ENIX《月刊GANGAN JOKER》2010年6月號－2014年9月號）

- 《惡魔禁域》（SQUARE ENIX《月刊GANGAN JOKER》2015年4月號－2015年6月號）

- 《老師！請讓我休息！》（KADOKAWA《COMIC CUNE》2015年9月號－2019年3月號）

- 《表哥的搬家整理毫無進展》（SQUARE ENIX《月刊GANGAN JOKER》2017年12月號－連載中）

### 單篇漫畫
- 《雑談トワイライト》（SQUARE ENIX《月刊GANGAN JOKER》）

- 《ぼっちですけど何か？》（芳文社《Manga Time Jumbo（日语：まんがタイムジャンボ）》）

## 外部連結
- 吉邊Akuro的X（前Twitter）
- 吉邊Akuro的pixiv